# Dipartimento di M'bour
Il dipartimento di M'bour (fr. Département de M'bour) è un dipartimento del Senegal, appartenente alla regione di Thiès. Il capoluogo è la città di M'bour.
Si trova nella parte meridionale della regione di Thiès; si affaccia ad ovest con un lungo tratto di costa sulla Petite Côte.
Il dipartimento di M'bour è diviso in 8 comuni e 3 arrondissement:
- comuni:
  - Joal-Fadiouth
  - M'bour
  - N'guekhokh
  - Thiadaye
  - Ngaparu
  - Popenguine
  - Sally Portudal
  - Somone

- arrondissement:
  - Fissel
  - Sessene
  - Sindia